# 장애의 의학적 모델
장애의 의료 모델, 즉 의료 모델은 장애에 대한 생물학적 인식에서 비롯되었다. 이 모델은 장애 진단을 개인의 신체와 연결한다. 모델은 이러한 장애가 개인의 삶의 질을 떨어뜨릴 수 있다고 가정하며, 그 목적은 의료 개입을 통해 이러한 장애를 감소시키거나 교정하는 것이다.
이 의료 모델은 질병이나 장애를 치료하거나 관리하는 데 초점을 맞춘다. 나아가 의료모델은 장애를 의학적으로 치료하거나 관리하기 위해 "공감"을 갖거나 정의로운 사회가 의료와 관련 서비스에 자원을 투자한다. 이는 기능 및 기능을 확장하고 장애인의 "정상적인" 수명을 허용하는 것을 목적으로 한다. 이 분야에서 의료계의 책임과 잠재력이 중심이라고 본다.

## 역사
생물의학 모델이 도입되기 전에는 환자들이 의사들에게 자신의 내러티브를 전달하는 것이 무엇보다 중요했다. 이러한 내러티브와 환자와의 친밀한 관계를 발전시킴으로써, 의사들은 진단과 치료 선택권이 제한되는 시기에 치료 계획을 수립할 것이다. 이것은 특히 17세기와 18세기 동안 귀족 의사들이 엘리트들을 치료하는 것에서 잘 나타난다.
1980년 세계보건기구(WHO)가 '장애·장애·장애 국제분류'를 발간하면서 장애 관련 업무 프레임워크를 도입했다. 이 프레임워크는 장애, 장애 및 장애라는 용어를 사용하여 장애에 접근하도록 제안하였다.
- 장애 = 신체 구조나 기능의 손실 또는 이상, 논리심리학적 기원의 이상, 생리학적 또는 해부학적 기원의 이상
- 장애 = 인간에게 정상으로 간주되는 시간 경과에 있어 활동 수행을 방해하는 장애로부터 파생되는 제한 또는 기능 상실을 말한다.
- 핸디캡 = 장애 또는 장애로 인해 발생하는 불리한 조건으로서 연령, 성별, 사회적, 문화적 요인에 있어 정상으로 간주되는 역할을 수행하는 사람을 제한한다.

### 구성 요소 및 사용
대인관계 상호작용에서는 개인적인 서술이 존재하며, 특히 서구문화에서는 지배적인 반면, 의료인과의 상호작용에서 개인적인 서술은 장애의 특정 증상에 대한 정보를 의료인에게 전달하는 것으로 축소된다. 그런 다음 의료진은 환자가 제공한 장애 정보를 해석하여 진단을 결정하는데, 이는 생물학적 원인과 관련될 가능성이 높다. 의료 전문가들은 이제 생물학과 장애 면에서 무엇이 "정상"이고 무엇이 "비정상"인지를 정의한다.
일부 국가에서는 장애의 의료 모델이 국가 차원에서 장애인과 관련된 법률과 정책에 영향을 미쳤다.
2001년에 발표된 국제 기능, 장애 및 건강 분류(ICF)는 장애를 장애, 활동 제한 및 참여 제한의 포괄적 용어로 정의하고 있다. 장애란 건강상태를 가진 개인(뇌성마비, 다운증후군, 우울증 등)과 개인 및 환경적 요인(부정적인 태도, 접근하기 어려운 교통 및 공공건물, 제한된 사회적 지원 등) 간의 상호작용을 말한다.
사용된 언어와 단어 변경은 질병이나 장애의 측면에서 말하는 것에서 건강과 기능 면에서 말하는 것으로 강조의 뚜렷한 변화를 보여준다. 장애의 사회적 측면을 고려하며 장애를 '의학적' 또는 '생물학적' 기능 장애로만 보지 않는다. 그 변화는 장애의[인용필요] 사회적 모델을 폭넓게 수용하는 것과 일치한다.

## 비판
의료 모델은 장애에 대한 적절한 접근방식으로서 개인의 개입과 치료에 초점을 맞춘다. 장애인의 삶을 억압하는 제도와 구조보다는 장애에 중점을 둔다. 의료 모델에서 장애인은 일탈, 병리학, 결함 등으로 묘사되므로 의학 용어로 가장 잘 이해된다. 장애의 역사와 미래는 의학적인 의미에만 초점을 맞추고 장애의 경험에 기여하는 매우 실제적인 사회구조는 무시하면서 심각하게 구속되어 있다. 또는 사회 모델은 신체와 정신의 객관적 사실로서 장애를 덜 제시하고, 사회적 관계의 관점에서 장애의 위치를 정한다.
대신 사회모델에 가입하는 경향이 있는 장애인권리 옹호자 가운데 장애의 의료모델이 의도치 않은 장애인의 사회악화의 근거로 자주 거론된다. 자원은 보편적 설계와 사회적 통합 관행과 같은 것에 사용될 가능성이 있는 거의 독점적으로 의료적 초점을 향해 과도하게 잘못 방향을 잡은 것으로 간주된다. 여기에는 보철술, 약물 기반 및 기타 "치료"로부터 의료, 외과, 사회적 또는 직업적, 그리고 유전자 검사 또는 이식 전 유전자 진단과 같은 의료 검사와 같은 다양한 개입의 금전적, 사회적 비용과 이득이 포함된다. 장애 권리 옹호자들에 따르면, 장애의 의료 모델은 이러한 절차, 기술 및 연구에 대한 대규모 투자를 정당화하기 위해 사용되는데, 장애인의 환경 적응이 잠재적으로 사회에 더 유익할 수 있을 뿐만 아니라 경제적으로 더 저렴하고 신체적으로 더 잘 달성될 수 있을 때 사용된다.
또한 일부 장애인 권리 단체들은 장애의 의료 모델을 시민권 문제로 보고 장애인을 묘사하는 데 사용하는 자선 단체나 의료 이니셔티브를 비판한다. 왜냐하면 장애는 장애인을 캐스팅하기보다는 한심하고 본질적으로 부정적인, 대부분 무능력한 장애인에 대한 이미지를 조장하기 때문이다.정치적, 사회적, 환경적 문제(정치적 슬로건인 "연민에 대한 동정심" 참조).

## 국제법적 지위
장애인권리위원회는 이 모델에 기반한 장애 정의 및 진단 기준이 극복overcome의 대상으로서 장애의 인권적/사회적 모델과 부합하지 않는다고 명시하고 있다. 예를 들어, 대한민국에 내려진 2-3차 국가심의 최종견해에서 장애인권리위원회는 대한민국에 의학적 모델이 팽배하다고 지적하며(5(b)항) 장애사정체계를 장애의 인권적 접근에 알맞게 정정하도록 요청하고 있다.

## 같이 보기
- 의료화
- 신경다양성

## 참고 문헌
- Degener, Theresia (2016년 8월 25일). “Disability in a Human Rights Context”. 《Laws》 5 (3): 35. doi:10.3390/laws5030035.
- 국제연합 (2014). 〈WHAT IS DISABILITY?〉. 《THE CONVENTION ON THE RIGHTS OF PERSONS WITH DISABILITIES》 (영어). UNITED NATIONS PUBLICATION. ISBN 978-92-1-056495-3.  (HR/P/PT/19)
- 장애인권리위원회 (2022년 10월 6일). “Concluding observations on the combined second and third periodic reports of the Republic of Korea” (영어). 2022년 11월 30일에 확인함. (CRPD/C/KOR/CO/2-3)